# 張克帆
張克帆（1972年7月31日—），出生於臺灣屏東縣屏東市，臺灣男歌手、演員，台灣演唱團體紅孩兒主唱，曾經是開麗創意組合旗下藝人。

## 學歷
- 屏東縣屏東市中正國民小學音樂資優班
- 臺北市私立中興高級中學[2]

## 生涯
張克帆出生屏東縣屏東市，年幼時住在屏東市勝利新村，母親為屏東市乖乖幼兒園園長，張克帆小學時就讀屏東縣屏東市中正國民小學音樂資優班，小學四年級搬家到台北，國中就讀中山國中資優班，高中則就讀臺北市私立中興高級中學。
- 1989年，参加華視《TV新秀爭霸站》的“小虎隊二軍”徵選，並成功進入飛碟唱片旗下的開麗創意組合；後來與其他五名成員组成演唱组合「紅孩兒」，出版第一首單曲〈红色的憂鬱〉。
- 1992年，红孩兒舉辦完《青春的故事》演唱會之後，張於年底入伍。1993年，進入陸軍陸光藝工隊。
- 1994年，年底退伍之後，復加入開麗經紀公司；1995年，加盟波麗佳音發行首張個人專輯《還記得我嗎》。
- 1996年，入圍第7屆金曲獎最佳新人獎和第四屆新加坡金曲獎最佳新人獎。
- 1998年，成立個人音樂工作室。
- 1999年，成立客立客資訊股份有限公司，从事電訊行業。
- 2002年，因個人投資失利欠下巨額債務，被迫中斷演藝事業。
- 2005年，正式復出演藝圈，改以通告藝人身分參加綜藝節目。
- 2012年，個人大银幕處女作《皮克青春》入圍金考拉国际华语电影节故事長片最佳男演員提名。
- 2016年，於ATT SHOW BOX 舉辦個⼈首場【兩個世界演唱會】。

## 主持
- 《全民快樂有go正》
- 《跟著大叔去旅行》

## 電視劇
| 年份   | 频道             | 劇名               | 角色   | 備註 |
| ------ | ---------------- | ------------------ | ------ | ---- |
| 2005年 | 台視             | 海誓山盟           | 趙冠軍 | 客串 |
| 2006年 | 衛視中文台       | 驚異傳奇－命運懷錶 | 高大鈞 |      |
| 2006年 | 華視             | 剪刀石頭布         | 藍機要 |      |
| 2007年 | 華視             | 惡女阿楚           | 寇冠軍 |      |
| 2008年 | 衛視             | 黑糖群俠傳         | 陸大有 |      |
| 2009年 | 華視             | 歡喜來逗陣         | 劉得樺 |      |
| 2010年 | 民視             | 泡沫之夏           | JAM    |      |
| 2011年 | 中視             | 美樂。加油         | 歌手   |      |
| 2011年 | 華視、東森戲劇台 | 真心請按兩次鈴     | 鄭陳功 |      |
| 2012年 | 華視             | 粉愛粉愛你         | 翟光明 |      |
| 2012年 | 台視             | 東門四少           | 經理   |      |
| 2013年 | 中天綜合台       | PMAM               | 張克帆 |      |
| 2015年 | 樂視網           | PMAM之慾望俱樂部   | 勝雄   |      |
| 2016年 | 中視             | 讓愛飛揚           | 張克帆 |      |
| 2019年 | 公視             | 追夢 Do Re Mi      | 王冠軍 |      |
| 2019年 | 三立都會台       | 用九柑仔店         | 經理   |      |

## 電影
| 年份   | 劇名           | 飾演   |
| 2012年 | 《皮克青春》   | 森爸   |
| 2013年 | 《我叫侯美麗》 | 高泰宇 |
|        | 《打CALL天團》 |        |

## 音樂

### 專輯
| 專輯            | 專輯資料                                                                           | 曲目 |
| --------------- | ---------------------------------------------------------------------------------- | --- |
| 第一張專輯      | 《還記得我嗎》 - 發行公司：波丽佳音 - 發行日期：1995年3月 - 曲目數量：10           | 曲目 1. 還記得我嗎 2. 永遠愛你(林佳儀合唱) 3. 別再下雨天偷偷的哭泣 4. 只想愛得簡單 5. 想做點什麼 6. 用盡一生的愛 7. 就要隨風飛 8. 愛得太輕易 9. 我是你的唯一 10. Say Hello                                                                 |
| 第二張專輯      | 《為愛傷心為你痛》 - 發行公司：波丽佳音 - 發行日期：1995年10月 - 曲目數量：10      | 曲目 1. 深深愛著你 2. 為愛傷心為你痛 3. 看見自己 4. 你是我的 5. 那一天你才能知道 6. 野風 7. 把你的愛放心交給我 8. 不要說再見 9. 平凡的快樂 10. 感謝                                                                                        |
| 第三張專輯      | 《誰都不該讓你心碎》 - 發行公司：波丽佳音 - 發行日期：1996年 - 曲目數量：10        | 曲目 1. 愛錯了 2. 誰都不該讓你心碎 3. 脆弱 4. 憂鬱 5. 酷到感冒 6. 讓你走 7. 越陷越深 8. 有你總有好心情 9. 依然愛著你 10. 愛情感冒藥(沈依智合唱)                                                                                            |
| 第一張新歌+精選 | 《風的淚》 - 發行公司：波丽佳音 - 發行日期：1996年 - 曲目數量：14                  | 曲目 1. 梳子的話(新歌) 2. 風的淚(新歌) 3. 還記得我嗎 4. 脆弱 5. 別在下雨天偷偷的哭泣 6. 野風 7. 永遠愛你(林佳儀合唱) 8. 為愛傷心為你痛 9. 深深愛著你 10. 誰都不該讓你心碎 11. Say Hello 12. 把你的愛放心交給我 13. 愛錯了 14. 用盡一生的愛 |
| 第四張專輯      | 《結局》 - 發行公司：正東唱片 - 發行日期：1997年 - 曲目數量：10                    | 曲目 1. 結局 2. 相愛(胡蓓蔚合唱) 3. 戒了愛 4. 傷心的人唱的歌 5. 無所不在 6. 我知道你會想著我哭 7. 我會在這裡等你 8. 若愛已不在 9. 接吻魚 10. 如果明天還是傷                                                                                |
| 第五張專輯      | 《寂寞轟炸》 - 發行公司：正東唱片 - 發行日期：1998年 - 曲目數量：10                | 曲目 1. 那天 2. 寂寞轟炸 3. 戀愛假期 4. 貼心朋友 5. 長假 6. 一起跳舞(吳奇隆合唱) 7. 情緒話 8. 還有什麼不敢 9. 借我 10. 愛也愛得捨也捨得 |
| 第六張專輯      | 《寬頻情歌》 - 發行公司：客立客娛樂 - 發行日期：2000年1月 - 曲目數量：10           | 曲目 1. 避難所 2. bye bye my love 3. 愛人無罪 4. 過客 5. 演員 6. la la la love song 7. 慢慢走吧 8. 衝動 9. honesty 10. 難道你現在還不知道                                                                                                  |
| 第一張單曲      | 《我是個SOSO的男生》 - 發行公司：無限延伸音樂 - 發行日期：2009年12月 - 曲目數量：4 | 曲目 1. 我是個SOSO的男生 2. 兩個世界 3. 我是個SOSO的男生 (kala) 4. 兩個世界 (kala) |
| 第二張單曲      | 《分開以後》 - 發行公司：無限延伸音樂 - 發行日期：2010年12月 - 曲目數量：1         | 曲目 1. 分開以後 |

### 作曲
- 張克帆 - 《那一天你才能知道》
- 張克帆 - 《依然愛著你》
- 張克帆 - 《两个世界》
- 何潤東 - 《我只在乎你》

### 填詞
- 何潤東 - 《我只在乎你》
- 張克帆 - 《戀愛假期》

### 單曲
- 1994年：中華職籃主題曲(演唱：Say Hello)
- 2003年：電視劇「飛刀又見飛刀」主題曲(演唱：來過)
- 2003年：電視劇「飛刀又見飛刀」片尾曲(演唱：花非花)
- 2004年：電視劇「水月洞天」主題曲(演唱：絕世)
- 2006年: 大愛劇場「愛相隨」主題曲(演唱:第一道曙光)

## 获奖作品
| 年份   | 獲提名         | 獎項                                   | 結果 |
| ------ | -------------- | -------------------------------------- | ---- |
| 1996年 | 《還記得我嗎》 | 第七屆金曲獎最佳新人獎                 | 提名 |
| 1996年 | 《還記得我嗎》 | 第四屆新加坡金曲獎最佳新人獎           | 提名 |
| 2012年 | 《皮克青春》   | 金考拉国际华语电影节故事長片最佳男演員 | 提名 |

## 外部連結
- 張克帆的Facebook專頁
- 張克帆的新浪微博
- 張克帆在香港影庫上的簡介
- 張克帆在豆瓣上的资料（简体中文）
- 張克帆在时光网上的簡介（简体中文）